# Soch
Soch (kirg. Сох; uzb. Soʻx) – rzeka w Kirgistanie i Uzbekistanie. Jej długość wynosi 124 km, a dorzecze zajmuje powierzchnię 3510 km².
Wypływa z północnych stoków Ałaju. W Kotlinie Fergańskiej tworzy duży stożek napływowy, który poprzecinany jest siecią kanałów. Reżim lodowcowo-śnieżny. W dolnym biegu rzeka rozlewa się wieloma kanałami i wykorzystywana jest do nawadniania. Dawniej uchodziła do Syr-darii.